# Zapad 2017

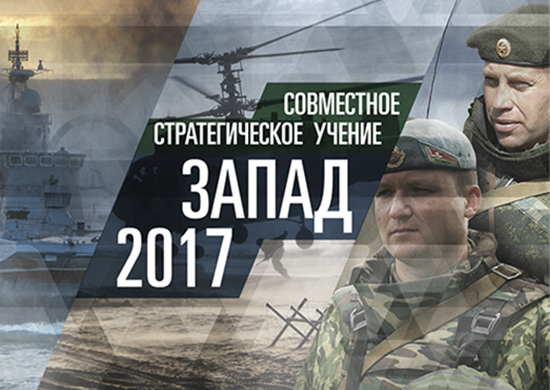
Ministerstwo Obrony Federacji Rosyjskiej: oficjalny plakat ćwiczeń Запад-2017 (Zapad 2017)

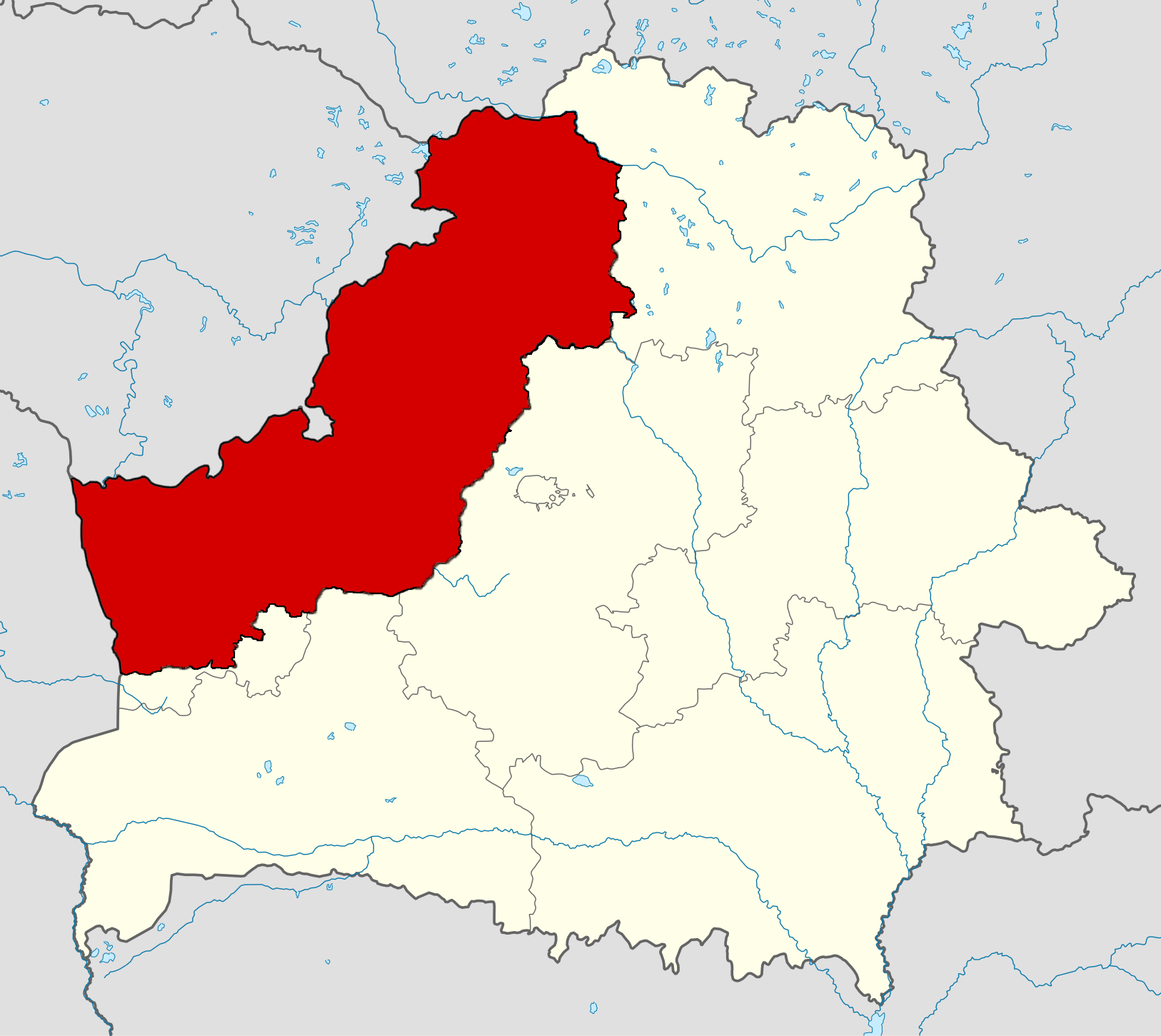
Wejsznoria – fikcyjne państwo w ramach Запад-2017 (Zapad 2017)

Zapad 2017 (ros. Запад-2017) – rosyjsko–białoruskie ćwiczenia wojskowe przeprowadzone w 2017 roku (rosyjsko-białoruskie ćwiczenia wojskowe odbywają się co roku).

## Przebieg
Według oficjalnych informacji organizatorów przeprowadzone zostało w dniach 14–20 września 2017 i miało w nich wziąć udział 9700 białoruskich i 3000 rosyjskich żołnierzy (łącznie około 13 tysięcy) oraz 700 jednostek sprzętu wojskowego, ale według informacji NATO skala i rozmiar ćwiczeń były znacznie większe od oficjalnie deklarowanych - wzięło w nich udział około 100 tys. żołnierzy z Rosji i Białorusi, a obszar ćwiczeń daleko odbiegał od deklarowanego.
Podana znacznie zaniżona liczba „13 tysięcy żołnierzy”, miała zdjąć z organizatorów ćwiczeń obowiązek formalnego powiadomienia i zaproszenia obserwatorów na ćwiczenia w ramach OBWE na mocy Dokumentu Wiedeńskiego. Według niego każde ćwiczenie wojskowe z udziałem ponad 13 tysięcy żołnierzy musi zostać poprzedzone zaproszeniem obserwatorów z pozostałych 56 państw uczestniczących w OBWE.
W 2017 roku scenariusz ćwiczeń zakładał, że Białoruś przy pomocy Rosji broniła się przed atakiem trzech fikcyjnych państw: Wejsznorii leżącej na terenie północno-zachodniej rzeczywistej Białorusi, Lubenii i Besbarii.

## Reakcje
8 września 2017 roku 200 osób protestowało w stolicy Białorusi Mińsku przeciwko przeprowadzeniu wspólnych ćwiczeń wojskowych z Rosją.